# Brüggen (Wuppertal)
Brüggen ist eine Hofschaft im Norden der bergischen Großstadt Wuppertal.

## Lage und Beschreibung
Die Hofschaft liegt im Nordosten des Wohnquartiers Dönberg im Stadtbezirk Uellendahl-Katernberg auf einer Höhe von 219 m ü. NHN oberhalb des Deilbachs nahe der Stadtgrenze zu Velbert, Hattingen und Sprockhövel.
Benachbarte Orte sind neben Dönberg die Wohnplätze und Hofschaften Pottstemmer, Neue Wiese, Am Strauch, Danz, Danzberg, Busch, Am neuen Krusen, Kloppwamms, Stopses, Krusen, Franzdelle, Vorm Dönberg und die Wollbruchsmühle sowie die Velberter Ortschaften Kleinobsberg, Huppertsberg, Neuhaus, Judter Berg, Diekkothen, Schelenhaushassel, Schepershassel und Fumfei.

## Geschichte
Im 19. Jahrhundert gehörte Brüggen zu den Außenortschaften der Kirchengemeinde Dönberg in der Stadt Hardenberg-Neviges, die 1935 in Neviges umbenannt wurde. Damit gehörte es von 1816 bis 1861 zum Kreis Elberfeld und ab 1861 zum alten Kreis Mettmann. Mit der Kommunalreform von 1929 wurde der südliche Teil von Dönberg abgespalten und mit weiteren, außerhalb von Dönberg liegenden Nevigeser Ortschaften in die neu gegründete Stadt Wuppertal eingemeindet, der Rest Dönbergs mit Brüggen verblieb zunächst bei Neviges. Durch die nordrhein-westfälische Gebietsreform kam Neviges mit Beginn des Jahres 1975 zur Stadt Velbert und das erneut geteilte Dönberg wurde bis auf die nördlichen Außenortschaften, die bei Velbert verblieben, ebenfalls Wuppertal eingemeindet.